# Woodbury (Nova Jersey)
Woodbury és una població dels Estats Units a l'estat de Nova Jersey. Segons el cens del 2006 tenia 10.410 habitants.

## Demografia
Segons el cens del 2000, Woodbury tenia 10.307 habitants, 4.051 habitatges, i 2.588 famílies. La densitat de població era de 1.913,2 habitants per km².
Dels 4.051 habitatges en un 32,3% hi vivien nens de menys de 18 anys, en un 41,4% hi vivien parelles casades, en un 18,5% dones solteres, i en un 36,1% no eren unitats familiars. En el 31,7% dels habitatges hi vivien persones soles el 15,4% de les quals corresponia a persones de 65 anys o més que vivien soles. El nombre mitjà de persones vivint en cada habitatge era de 2,43 i el nombre mitjà de persones que vivien en cada família era de 3,08.
Per edats la població es repartia de la següent manera: un 24,8% tenia menys de 18 anys, un 8,5% entre 18 i 24, un 29,8% entre 25 i 44, un 20,4% de 45 a 60 i un 16,5% 65 anys o més.
L'edat mediana era de 37 anys. Per cada 100 dones de 18 o més anys hi havia 82,7 homes.
La renda mediana per habitatge era de 41.827 $ i la renda mediana per família de 53.630 $. Els homes tenien una renda mediana de 40.429 $ mentre que les dones 30.570 $. La renda per capita de la població era de 21.592 $. Aproximadament l'11,2% de les famílies i el 13,5% de la població estaven per davall del llindar de pobresa.

## Poblacions més properes
El següent diagrama mostra les poblacions més properes.